# Джачінто Факкетті
Джачінто Факкетті (італ. Giacinto Facchetti, нар. 18 липня 1942, Тревільйо — пом. 4 вересня 2006, Мілан) — італійський футболіст, захисник. По завершенні ігрової кар'єри — спортивний функціонер, обіймав різні посади в структурі міланського «Інтернаціонале», протягом 2004—2006 років був президентом цього футбольного клубу.
Як гравець насамперед відомий виступами за клуб «Інтернаціонале», а також національну збірну Італії. Увійшов в історію як один з найкращих захисників італійського футболу, а також як один з перших футбольних захисників, що активно підключався до атакувальних дій та відзначався високою результативністю.
Чотириразовий чемпіон Італії. Володар Кубка Італії. Дворазовий володар Кубка чемпіонів УЄФА. Дворазовий володар Міжконтинентального кубка. У складі збірної — чемпіон Європи. Включений до переліку «100 найкращих футболістів світу», складеного у 2004 році на прохання ФІФА легендарним Пеле.

## Клубна кар'єра
Вихованець футбольної школи «Тревільєзе» з рідного міста, де награвався на позиції форварда.

Джачінто Факкетті під час виступів за «Інтернаціонале».

У дорослому футболі дебютував 1960 року виступами за команду клубу «Інтернаціонале», в якому тодішній головний тренер команди Еленіо Еррера почав використовувати гравця на позиції центрального та лівого захисника. Зміна ігрового амплуа виявилася дуже вдалою — з часом високий футболіст став ключовою фігурою в захисті клубної команди та національної збірної. Водночас Факкетті не забув і навичок атакувального футболу, його підключення у напад нерідко завершувалися взяттям воріт.
Захищав кольори «Інтера» протягом усієї своєї кар'єри гравця, що тривала вісімнадцять років. Більшість часу, проведеного у складі «Інтернаціонале», був основним гравцем захисту команди. У різних турнірах провів за «нерадзуррі» 634 офіційні матчі, в яких 75 разів відзначався забитими голами.
Протягом клубної кар'єри чотири рази виборював титул чемпіона Італії, ставав володарем Кубка Італії, володарем Кубка чемпіонів УЄФА (двічі), володарем Міжконтинентального кубка (також двічі).

## Виступи за збірну
1963 року дебютував в офіційних матчах у складі національної збірної Італії. Протягом кар'єри у національній команді, яка тривала 15 років, провів у формі головної команди країни 94 матчі, забивши 3 голи. У складі збірної був учасником чемпіонату світу 1966 року в Англії, чемпіонату Європи 1968 року в Італії, здобувши того року титул континентального чемпіона, чемпіонату світу 1970 року у Мексиці, де разом з командою здобув «срібло», чемпіонату світу 1974 року у ФРН.

## Кар'єра функціонера
Після завершення виступів на полі залишився в структурі «Інтера», де обіймав різні керівні посади — технічного директора, члена правління клубу, віце-президента. У січні 2004 року був обраний президентом «Інтернаціонале».
Помер 4 вересня 2006 року після тривалої боротьби з раком підшлункової залози. Керівництво «Інтера» ухвалило рішення про вилучення з обігу ігрового № 3, який посмертно було навіки закріплено за легендарним захисником.

## Статистика виступів

### Статистика клубних виступів
| Сезон   | Клуб             | Чемпіонат | Чемпіонат | Чемпіонат | Націтнальний кубок | Націтнальний кубок | Націтнальний кубок | Континентальні кубки | Континентальні кубки | Континентальні кубки | Інші змагання | Інші змагання | Інші змагання | Усього | Усього |
| Сезон   | Клуб             | Турнір    | Ігри      | Голи      | Турнір             | Ігри               | Голи               | Турнір               | Ігри                 | Голи                 | Турнір        | Ігри          | Голи          | Ігри   | Голи   |
| ------- | ---------------- | --------- | --------- | --------- | ------------------ | ------------------ | ------------------ | -------------------- | -------------------- | -------------------- | ------------- | ------------- | ------------- | ------ | ------ |
| 1960-61 | «Інтернаціонале» | A         | 3         | 1         | —                  | —                  | —                  | КЯ                   | 1                    | 0                    | —             | —             | —             | 4      | 1      |
| 1961-62 | «Інтернаціонале» | A         | 15        | 0         | —                  | —                  | —                  | КЯ                   | 6                    | 0                    | —             | —             | —             | 21     | 0      |
| 1962-63 | «Інтернаціонале» | A         | 31        | 4         | КІ                 | 2                  | 0                  | —                    | —                    | —                    | —             | —             | —             | 33     | 4      |
| 1963-64 | «Інтернаціонале» | A         | 32+1      | 4         | —                  | —                  | —                  | КЧ                   | 9                    | 0                    | —             | —             | —             | 42     | 4      |
| 1964-65 | «Інтернаціонале» | A         | 32        | 2         | КІ                 | 3                  | 0                  | КЧ                   | 6                    | 1                    | МКК           | 3             | 0             | 44     | 3      |
| 1965-66 | «Інтернаціонале» | A         | 32        | 10        | КІ                 | 1                  | 0                  | КЧ                   | 5                    | 2                    | МКК           | 2             | 0             | 40     | 12     |
| 1966-67 | «Інтернаціонале» | A         | 34        | 4         | КІ                 | 2                  | 0                  | КЧ                   | 10                   | 2                    | —             | —             | —             | 46     | 6      |
| 1967-68 | «Інтернаціонале» | A         | 28        | 7         | КІ                 | 9                  | 2                  | —                    | —                    | —                    | —             | —             | —             | 37     | 9      |
| 1968-69 | «Інтернаціонале» | A         | 30        | 6         | КІ                 | 3                  | 1                  | —                    | —                    | —                    | —             | —             | —             | 33     | 7      |
| 1969-70 | «Інтернаціонале» | A         | 28        | 5         | КІ                 | 6                  | 1                  | КЯ                   | 8                    | 0                    | —             | —             | —             | 42     | 6      |
| 1970-71 | «Інтернаціонале» | A         | 30        | 5         | КІ                 | 3                  | 0                  | КЯ                   | 2                    | 0                    | —             | —             | —             | 35     | 5      |
| 1971-72 | «Інтернаціонале» | A         | 27        | 4         | КІ                 | 8                  | 1                  | КЧ                   | 9                    | 1                    | —             | —             | —             | 44     | 6      |
| 1972-73 | «Інтернаціонале» | A         | 29        | 1         | КІ                 | 10                 | 3                  | КУ                   | 5                    | 0                    | —             | —             | —             | 44     | 4      |
| 1973-74 | «Інтернаціонале» | A         | 28        | 2         | КІ                 | 7                  | 0                  | КУ                   | 2                    | 0                    | —             | —             | —             | 37     | 2      |
| 1974-75 | «Інтернаціонале» | A         | 23        | 0         | КІ                 | 8                  | 1                  | КУ                   | 3                    | 0                    | —             | —             | —             | 34     | 1      |
| 1975-76 | «Інтернаціонале» | A         | 28        | 3         | КІ                 | 10                 | 0                  | —                    | —                    | —                    | —             | —             | —             | 38     | 3      |
| 1976-77 | «Інтернаціонале» | A         | 27        | 1         | КІ                 | 9                  | 1                  | КУ                   | 1                    | 0                    | —             | —             | —             | 37     | 2      |
| 1977-78 | «Інтернаціонале» | A         | 18        | 0         | КІ                 | 4                  | 0                  | КУ                   | 1                    | 0                    | —             | —             | —             | 23     | 0      |
| Усього  | Усього           | Усього    | 475+1     | 59        |                    | 85                 | 10                 |                      | 68                   | 6                    |               | 5             | 0             | 634    | 75     |

### Статистика виступів за збірну
| Дата       | Місто           | Господарі        | Результат  | Гості          | Турнір                | Голи | Примітки         |
| ---------- | --------------- | ---------------- | ---------- | -------------- | --------------------- | ---- | ---------------- |
| 27/03/1963 | Стамбул         | Туреччина        | 0 – 1      | Італія         | Відбір до ЧЄ 1964     | -    |                  |
| 12/05/1963 | Мілан           | Італія           | 3 – 0      | Бразилія       | товариський матч      | -    |                  |
| 09/06/1963 | Відень          | Австрія          | 0 – 1      | Італія         | товариський матч      | -    |                  |
| 13/10/1963 | Москва          | СРСР             | 2 – 0      | Італія         | Відбір до ЧЄ 1964     | -    |                  |
| 10/11/1963 | Рим             | Італія           | 1 – 1      | СРСР           | Відбір до ЧЄ 1964     | -    |                  |
| 11/04/1964 | Флоренція       | Італія           | 0 – 0      | Чехословаччина | товариський матч      | -    |                  |
| 10/05/1964 | Лозанна         | Швейцарія        | 1 – 3      | Італія         | товариський матч      | -    |                  |
| 04/11/1964 | Генуя           | Італія           | 6 – 1      | Фінляндія      | Відбір до ЧС 1966     | 1    |                  |
| 05/12/1964 | Болонья         | Італія           | 3 – 1      | Данія          | товариський матч      | -    |                  |
| 18/04/1965 | Варшава         | Польща           | 0 – 0      | Італія         | Відбір до ЧС 1966     | -    |                  |
| 16/06/1965 | Мальме          | Швеція           | 2 – 2      | Італія         | товариський матч      | -    |                  |
| 23/06/1965 | Гельсінкі       | Фінляндія        | 0 – 2      | Італія         | Відбір до ЧС 1966     | -    |                  |
| 27/06/1965 | Будапешт        | Угорщина         | 2 – 1      | Італія         | товариський матч      | -    |                  |
| 01/11/1965 | Рим             | Італія           | 6 – 1      | Польща         | Відбір до ЧС 1966     | -    |                  |
| 09/11/1965 | Глазго          | Шотландія        | 1 – 0      | Італія         | Відбір до ЧС 1966     | -    |                  |
| 07/12/1965 | Неаполь         | Італія           | 3 – 0      | Шотландія      | Відбір до ЧС 1966     | 1    |                  |
| 19/03/1966 | Париж           | Франція          | 0 – 0      | Італія         | товариський матч      | -    |                  |
| 14/06/1966 | Болонья         | Італія           | 6 – 1      | Болгарія       | товариський матч      | -    |                  |
| 18/06/1966 | Мілан           | Італія           | 1 – 0      | Австрія        | товариський матч      | -    | замінений на 45' |
| 22/06/1966 | Турин           | Італія           | 3 – 0      | Аргентина      | товариський матч      | -    |                  |
| 29/06/1966 | Флоренція       | Італія           | 5 – 0      | Мексика        | товариський матч      | -    |                  |
| 13/07/1966 | Сандерленд      | Італія           | 2 – 0      | Чилі           | ЧС 1966 - 1-й етап    | -    |                  |
| 16/07/1966 | Сандерленд      | СРСР             | 1 – 0      | Італія         | ЧС 1966 - 1-й етап    | -    |                  |
| 19/07/1966 | Мідлсбро        | Північна Корея   | 1 – 0      | Італія         | ЧС 1966 - 1-й етап    | -    |                  |
| 01/11/1966 | Мілан           | Італія           | 1 – 0      | СРСР           | товариський матч      | -    |                  |
| 26/11/1966 | Неаполь         | Італія           | 3 – 1      | Румунія        | Відбір до ЧЄ 1968     | -    |                  |
| 22/03/1967 | Нікосія         | Кіпр             | 0 – 2      | Італія         | Відбір до ЧЄ 1968     | 1    |                  |
| 27/03/1967 | Рим             | Італія           | 1 – 1      | Португалія     | товариський матч      | -    |                  |
| 25/06/1967 | Бухарест        | Румунія          | 0 – 1      | Італія         | Відбір до ЧЄ 1968     | -    |                  |
| 01/11/1967 | Козенца         | Італія           | 5 – 0      | Кіпр           | Відбір до ЧЄ 1968     | -    |                  |
| 18/11/1967 | Берн            | Швейцарія        | 2 – 2      | Італія         | Відбір до ЧЄ 1968     | -    |                  |
| 23/12/1967 | Кальярі         | Італія           | 4 – 0      | Швейцарія      | Відбір до ЧЄ 1968     | -    |                  |
| 06/04/1968 | Софія           | Болгарія         | 3 – 2      | Італія         | Відбір до ЧЄ 1968     | -    |                  |
| 20/04/1968 | Неаполь         | Італія           | 2 – 0      | Болгарія       | Відбір до ЧЄ 1968     | -    |                  |
| 05/06/1968 | Неаполь         | Італія           | 0 – 0 д.ч. | СРСР           | ЧЄ 1968 - півфінал    | -    |                  |
| 08/06/1968 | Рим             | Італія           | 1 – 1 д.ч. | Югославія      | ЧЄ 1968 - Фінал       | -    |                  |
| 10/06/1968 | Рим             | Італія           | 2 – 0      | Югославія      | ЧЄ 1968 - Фінал       | -    | Чемпіони Європи  |
| 23/10/1968 | Кардіфф         | Уельс            | 0 – 1      | Італія         | Відбір до ЧС 1970     | -    |                  |
| 01/01/1969 | Мехіко          | Мексика          | 2 – 3      | Італія         | товариський матч      | -    |                  |
| 05/01/1969 | Мехіко          | Мексика          | 1 – 1      | Італія         | товариський матч      | -    |                  |
| 29/03/1969 | Східний Берлін  | НДР              | 2 – 2      | Італія         | Відбір до ЧС 1970     | -    |                  |
| 24/05/1969 | Турин           | Італія           | 0 – 0      | Болгарія       | товариський матч      | -    |                  |
| 04/11/1969 | Рим             | Італія           | 4 – 1      | Уельс          | Відбір до ЧС 1970     | -    |                  |
| 22/11/1969 | Неаполь         | Італія           | 3 – 0      | НДР            | Відбір до ЧС 1970     | -    |                  |
| 21/02/1970 | Мадрид          | Іспанія          | 2 – 2      | Італія         | товариський матч      | -    |                  |
| 10/05/1970 | Лісабон         | Португалія       | 1 – 2      | Італія         | товариський матч      | -    |                  |
| 03/06/1970 | Толука-де-Лердо | Італія           | 1 – 0      | Швеція         | ЧС 1970 - 1-й етап    | -    |                  |
| 06/06/1970 | Пуебла          | Італія           | 0 – 0      | Уругвай        | ЧС 1970 - 1-й етап    | -    |                  |
| 11/06/1970 | Толука-де-Лердо | Італія           | 0 – 0      | Ізраїль        | ЧС 1970 - 1-й етап    | -    |                  |
| 14/06/1970 | Толука-де-Лердо | Італія           | 4 – 1      | Мексика        | ЧС 1970 - чвертьфінал | -    |                  |
| 17/06/1970 | Мехіко          | Італія           | 4 – 3 д.ч. | ФРН            | ЧС 1970 - півфінал    | -    |                  |
| 21/06/1970 | Мехіко          | Бразилія         | 4 – 1      | Італія         | ЧС 1970 - Фінал       | -    | 2-ге місце       |
| 17/10/1970 | Берн            | Швейцарія        | 1 – 1      | Італія         | товариський матч      | -    |                  |
| 31/10/1970 | Відень          | Австрія          | 1 – 2      | Італія         | Відбір до ЧЄ 1972     | -    |                  |
| 08/12/1970 | Флоренція       | Італія           | 3 – 0      | Ірландія       | Відбір до ЧЄ 1972     | -    |                  |
| 20/02/1971 | Кальярі         | Італія           | 1 – 2      | Іспанія        | товариський матч      | -    |                  |
| 10/05/1971 | Дублін          | Ірландія         | 1 – 2      | Італія         | Відбір до ЧЄ 1972     | -    |                  |
| 09/06/1971 | Стокгольм       | Швеція           | 0 – 0      | Італія         | Відбір до ЧЄ 1972     | -    |                  |
| 25/09/1971 | Генуя           | Італія           | 2 – 0      | Мексика        | товариський матч      | -    |                  |
| 09/10/1971 | Мілан           | Італія           | 3 – 0      | Швеція         | Відбір до ЧЄ 1972     | -    |                  |
| 20/11/1971 | Рим             | Італія           | 2 – 2      | Австрія        | Відбір до ЧЄ 1972     | -    |                  |
| 04/03/1972 | Афіни           | Греція           | 2 – 1      | Італія         | товариський матч      | -    |                  |
| 29/04/1972 | Мілан           | Італія           | 0 – 0      | Бельгія        | Відбір до ЧЄ 1972     | -    |                  |
| 13/05/1972 | Брюссель        | Бельгія          | 2 – 1      | Італія         | Відбір до ЧЄ 1972     | -    |                  |
| 25/02/1973 | Стамбул         | Туреччина        | 0 – 1      | Італія         | Відбір до ЧС 1974     | -    |                  |
| 31/03/1973 | Генуя           | Італія           | 5 – 0      | Люксембург     | Відбір до ЧС 1974     | -    |                  |
| 09/06/1973 | Рим             | Італія           | 2 – 0      | Бразилія       | товариський матч      | -    | замінений на 45' |
| 14/06/1973 | Турин           | Італія           | 2 – 0      | Англія         | товариський матч      | -    |                  |
| 29/09/1973 | Мілан           | Італія           | 2 – 0      | Швеція         | товариський матч      | -    |                  |
| 20/10/1973 | Рим             | Італія           | 2 – 0      | Швейцарія      | Відбір до ЧС 1974     | -    |                  |
| 14/11/1973 | Лондон          | Англія           | 0 – 1      | Італія         | товариський матч      | -    |                  |
| 26/02/1974 | Рим             | Італія           | 0 – 0      | ФРН            | товариський матч      | -    | замінений на 18' |
| 08/06/1974 | Відень          | Австрія          | 0 – 0      | Італія         | товариський матч      | -    |                  |
| 15/06/1974 | Мюнхен          | Італія           | 3 – 1      | Гаїті          | ЧС 1974 - 1-й етап    | -    |                  |
| 19/06/1974 | Штутгарт        | Італія           | 1 – 1      | Аргентина      | ЧС 1974 - 1-й етап    | -    |                  |
| 23/06/1974 | Штутгарт        | Польща           | 2 – 1      | Італія         | ЧС 1974 - 1-й етап    | -    |                  |
| 28/09/1974 | Загреб          | Югославія        | 1 – 0      | Італія         | товариський матч      | -    |                  |
| 19/04/1975 | Рим             | Італія           | 0 – 0      | Польща         | Відбір до ЧЄ 1976     | -    |                  |
| 05/06/1975 | Гельсінкі       | Фінляндія        | 0 – 1      | Італія         | Відбір до ЧЄ 1976     | -    |                  |
| 08/06/1975 | Москва          | СРСР             | 1 – 0      | Італія         | товариський матч      | -    |                  |
| 27/09/1975 | Рим             | Італія           | 0 – 0      | Фінляндія      | Відбір до ЧЄ 1976     | -    |                  |
| 26/10/1975 | Варшава         | Польща           | 0 – 0      | Італія         | Відбір до ЧЄ 1976     | -    |                  |
| 22/11/1975 | Рим             | Італія           | 1 – 0      | Нідерланди     | Відбір до ЧЄ 1976     | -    |                  |
| 07/04/1976 | Турин           | Італія           | 3 – 1      | Португалія     | товариський матч      | -    |                  |
| 23/05/1976 | Вашингтон       | США              | 0 – 4      | Італія         | товариський матч      | -    |                  |
| 28/05/1976 | Нью-Йорк        | Англія           | 3 – 2      | Італія         | товариський матч      | -    |                  |
| 31/05/1976 | Нью-Гейвен      | Бразилія         | 4 – 1      | Італія         | товариський матч      | -    |                  |
| 05/06/1976 | Мілан           | Італія           | 4 – 2      | Румунія        | товариський матч      | -    |                  |
| 16/10/1976 | Люксембург      | Люксембург       | 1 – 4      | Італія         | Відбір до ЧС 1978     | -    |                  |
| 17/11/1976 | Рим             | Італія           | 2 – 0      | Англія         | Відбір до ЧС 1978     | -    |                  |
| 08/06/1977 | Гельсінкі       | Фінляндія        | 0 – 3      | Італія         | Відбір до ЧС 1978     | -    |                  |
| 08/10/1977 | Західний Берлін | ФРН              | 2 – 1      | Італія         | товариський матч      | -    |                  |
| 15/10/1977 | Турин           | Італія           | 6 – 1      | Фінляндія      | Відбір до ЧС 1978     | -    |                  |
| 16/11/1977 | Лондон          | Англія           | 2 – 0      | Італія         | Відбір до ЧС 1978     | -    | замінений на 83' |
| Усього     |                 | Матчів (6 місце) | 94         |                | Голів                 | 3    |                  |

## Титули і досягнення

Капітан чемпіонського складу збірної Італії на Євро-68

- Чемпіон Італії (4):

«Інтернаціонале»: 1962-63, 1964-65, 1965-66, 1970-71
- Володар Кубка Італії (1):

«Інтернаціонале»: 1977-78
- Володар Кубка європейських чемпіонів (2):

«Інтернаціонале»: 1963-64, 1964-65
- Володар Міжконтинентального кубка (2):

«Інтернаціонале»: 1964, 1965
- Чемпіон Європи (1):

 Італія: 1968
- Віце-чемпіон світу: 1970